# Cantón de Royère de Vassivière
El cantón de Royère-de-Vassivière era una división administrativa francesa, que estaba situada en el departamento de Creuse y la región de Limusín.

## Composición
El cantón estaba formado por siete comunas:
- Le Monteil-au-Vicomte
- Royère-de-Vassivière
- Saint-Junien-la-Bregère
- Saint-Martin-Château
- Saint-Moreil
- Saint-Pardoux-Morterolles
- Saint-Pierre-Bellevue

## Supresión del cantón de Royère-de-Vassivière
En aplicación del Decreto nº 2014-161 de 17 de febrero de 2014, el cantón de Royère-de-Vassivière fue suprimido el 22 de marzo de 2015 y sus 7 comunas pasaron a formar parte; cuatro del nuevo cantón de Bourganeuf y tres del nuevo cantón de Felletin.